# Dekis
För Dekadens se Dekadens
Dekis är en svensk graffitimålare ifrån Uppsala, känd för sin höga och jämna kvalitet i sin produktion. Han började sin karriär 1992 och har medverkat i en rad tidningar, filmer, webbplatser och utställningar. 
"Dekis" fick sitt alias av sin mor , uppger han i en intervju till tidningen Kilroy.
Han kom tvåa med sitt crew Rea i Meeting of Styles i Göteborg 2005.